# Портрет Амалии Цукеркандль
«Портрет Амалии Цукеркандль» (нем. Bildnis Amalie Zuckerkandl) — незаконченная картина австрийского художника Густава Климта. На парадном портрете изображена Мириам Амалия Цукеркандль, дочь драматурга Зигмунда Шлезингера и супруга венского уролога Отто Цукеркандля, жертва Холокоста. Хранится в галерее Бельведер, запрос о реституции отклонён решением суда.
Амалия и Отто Цукеркандль познакомились с Густавом Климтом через невестку Берту Цукеркандль, супругу анатома Эмиля Цукеркандля. Отто Цукеркандль — представитель известной венской еврейской крупнобуржуазной семьи, многие члены которой были друзьями и меценатами Густава Климта. Климт приступил к работе над заказным портретом в 1913—1914 годах, но был вынужден приостановить её в связи с началом Первой мировой войны, поскольку Амалия выехала вслед за мужем в Лемберг, где работала вместе с ним в госпитале медсестрой. В семье Отто и Амалии родилось трое детей: Виктор, Элеонора и Гермина. После смерти художника картина находилась в собственности Отто Цукеркандля. После Первой мировой войны Отто и Амалия развелись, портрет достался Амалии, которая поселилась в Пуркерсдорфском санатории, которым владел её бывший деверь Виктор Цукеркандль. В 1920-е годы Амалия Цукеркандль испытывала финансовые трудности и решилась передать свой портрет Фердинанду Блох-Бауэру с условием выплаты ей скромного денежного пособия. Блох-Бауэр хотел поддержать добрую подругу, а позднее вернуть ей портрет. Летом 1941 года Блох-Бауэр прекратил выплаты, вернул Амалии портрет и эмигрировал в Швейцарию. После ариизации Пуркерсдорфского санатория Амалия проживала у друзей и в конце концов оказалась с младшей дочерью Элеонорой в одной из коммунальных квартир, где венские власти «собирали» лишённых жилья евреев, не успевших покинуть страну. В апреле 1942 года Амалию и её дочь арестовали и депортировали в польскую Избицу, они предположительно были убиты в концентрационном лагере Белжец. В 1947 году они были объявлены умершими.
Семья Амалии Цукеркандль испытывала нужду и была вынуждена продать портрет галеристке Вите Кюнстлер за 1600 рейхсмарок. Гермина Цукеркандль собирала 7 тыс. рейхсмарок на поддельный документ о том, что она является полуеврейкой, который впоследствии оказался для неё совершенно бесполезным. Густав Кюнстлер выкупил портрет у жены Виты и хранил его в своём офисе в издательстве Berglandverlag на Шварценбергплац, затем дома. В завещании Вита Кюнстлер передавала портрет Амалии Цукеркандль после её смерти в дар галерее Бельведер. И дочь Амалии Гермина Мюллер-Хоффман в 1965 году выразила своё согласие с таким решением Кюнстлер, в связи с чем в 2008 году наследникам как со стороны Блох-Бауэра, так и Гермины в реституции было отказано. Вита Кюнстлер передала портрет галерее Бельведер ещё в 1988 году и умерла в 2001 году.